# Кошеленко Йосип Якимович
Йосип Якимович Кошеленко (2 листопада 1887, Мліїв, Черкаський повіт, Київська губернія — ?) — член Української Центральної Ради.

## Біографія
Народився у селянській родині. З квітня 1908 р. працює листоношею Київської поштової контори. З 23 жовтня 1909 р. прийнятий на військову службу, служив бомбардиром 3-ї батареї лейб-гвардії 3-ї артилерійської бригади на полігоні Рембертів у Варшавській губ. (ЦДІАК України, ф. 696, оп. 7, спр. 1471, 40 арк.).
З 1917 р. — член Української Центральної Ради від Всеукраїнської ради військових депутатів.
Під час повстання проти гетьмана у листопаді-грудні 1918 р. входив до складу Мліївського військово-революційного комітету. В січні 1919 р. жив у м. Києві з родиною, яка складалася з 8 осіб, і клопотався про повернення на свою посаду, яку обіймав у 1908—1909 рр. З 21 січня 1919 р. прийнятий на посаду листоноші в Київську поштову контору, але на службу не з'явився, за що і був звільнений 21 червня 1919 р. (ЦДІАК України, ф. 696, оп. 7, спр. 1501, 15 арк.).